# Embalse del Cenajo
El embalse del Cenajo es un embalse situado entre las provincias españolas de Albacete y Murcia. Se trata del más grande de los que se ubican en el río Segura.

## Situación
Se ubica en el río Segura, en el llamado estrecho de la Herradura, en los límites autonómicos entre Castilla-La Mancha y la Región de Murcia. La presa forma parte del término municipal de Moratalla, mientras que el resto se encuentra dividido entre los municipios de Hellín, Socovos y Férez, en Albacete.

## Historia
Su construcción se enmarca en la política de obras hidráulicas del régimen franquista. Las riadas catastróficas del río Segura eran constantes y hacían complicado vivir en sus márgenes. En 1886 se redactó un primer plan contra las inundaciones y en 1926 se planearon los embalses de Camarillas y del Cenajo. Este, en su momento, destacó tanto por su tamaño como por ser unas de las obras cuya mano de obra fueron presos políticos.
En 1938 se había creado el Patronato de Redención de Penas por Trabajo, que buscaba rehabilitar la España destruida tras la guerra y a los presos; el Ministerio de Obras Públicas sacaba a concurso la realización de una obra, la empresa adjudicataria solicitaba contar con reclusos para los trabajos y el Patronato fijaba las condiciones.
Así, entre 1943 y 1952 se llevaron a cabo las primeras obras en el Cenajo; fueron encargadas a las empresas Destajista San Román y Obras y Servicios Públicos, y en ellas participaron hasta 350 trabajadores. Entre estos se incluían presos, tanto políticos como comunes, procedentes de las cárceles de Hellín y Las Minas, quienes, según los testimonios de algunos de los que estuvieron presentes, llevaron a cabo las tareas más arriesgadas.

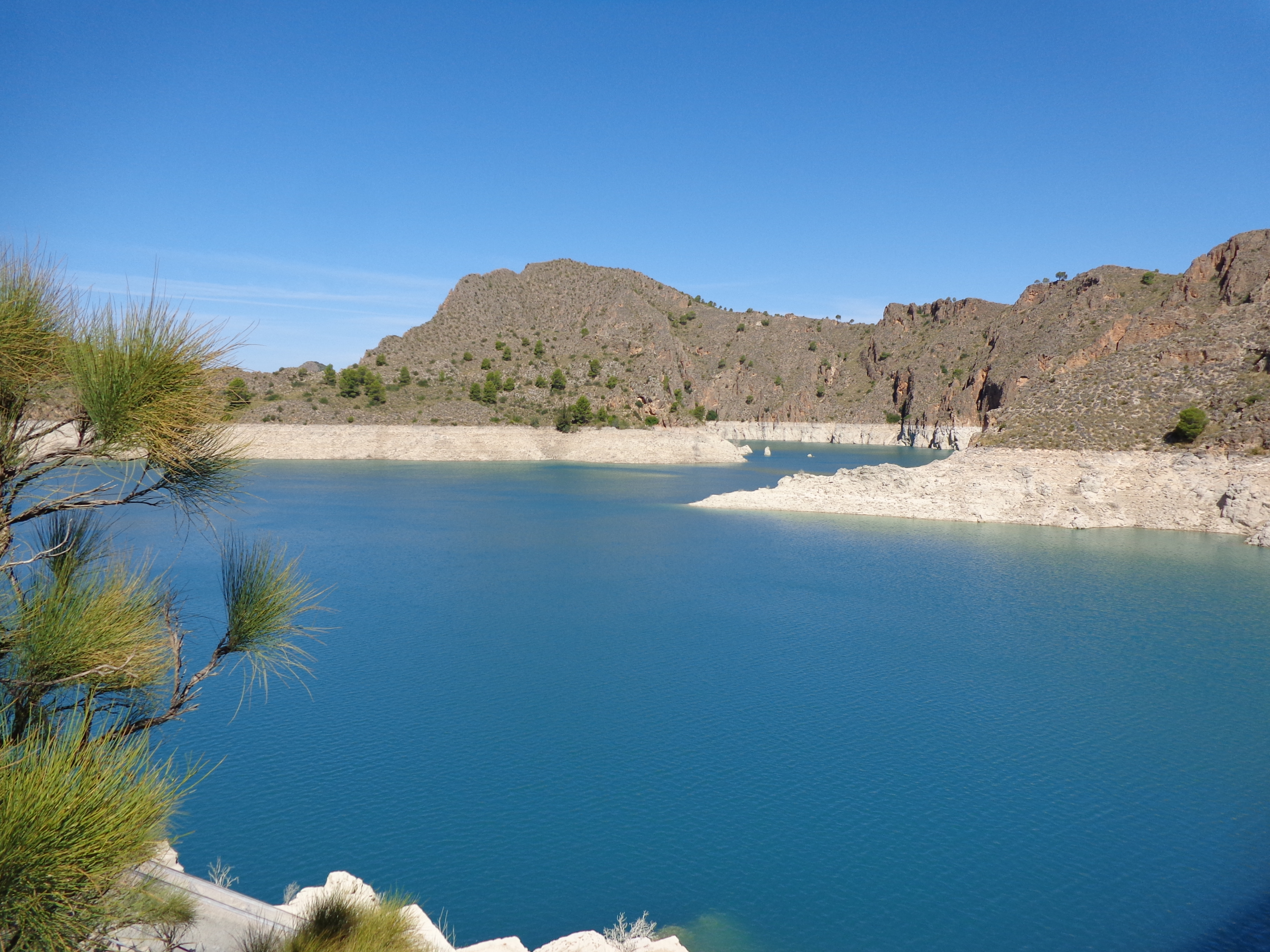
Vista general
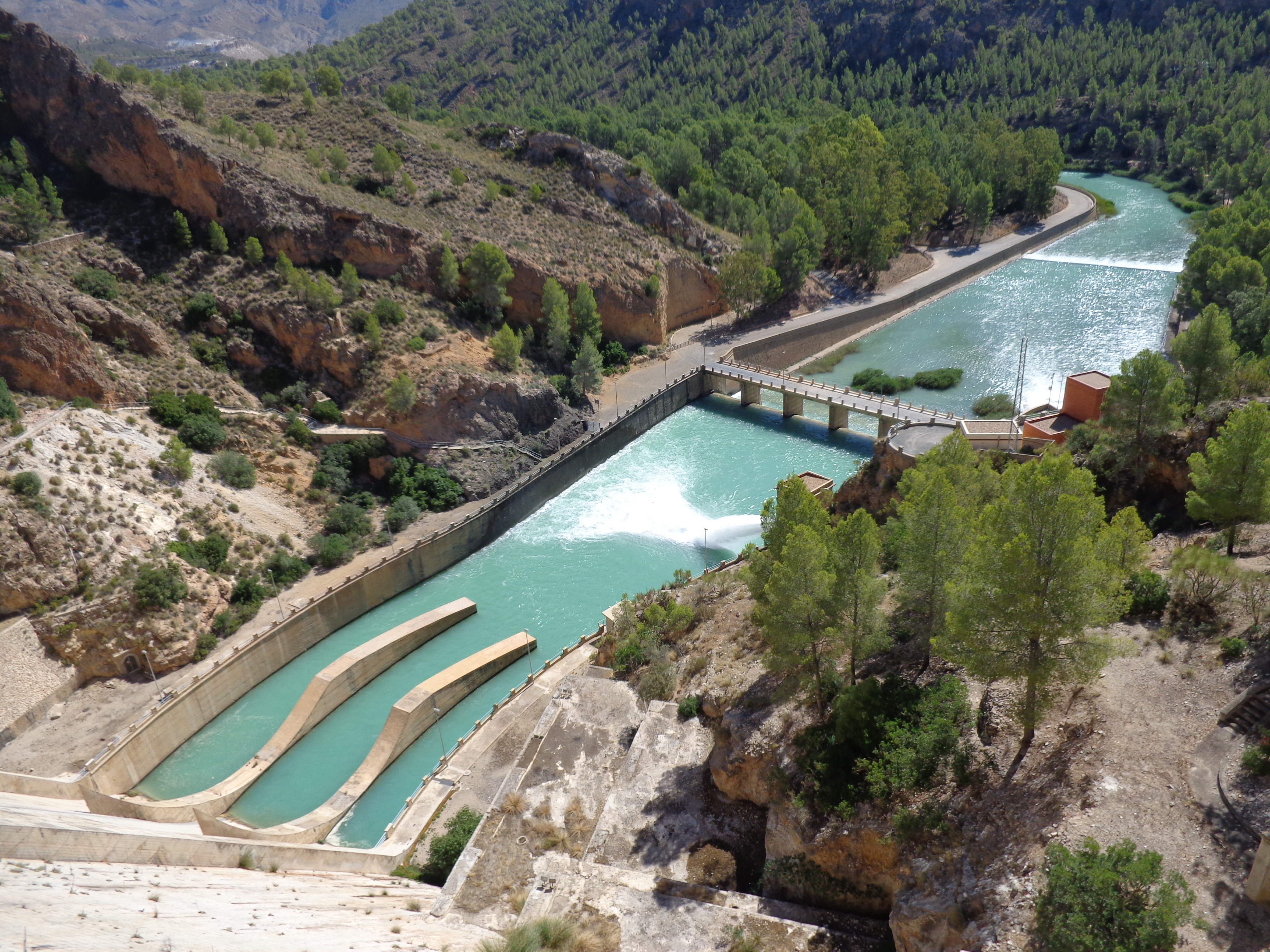
Pie de la presa y río Segura
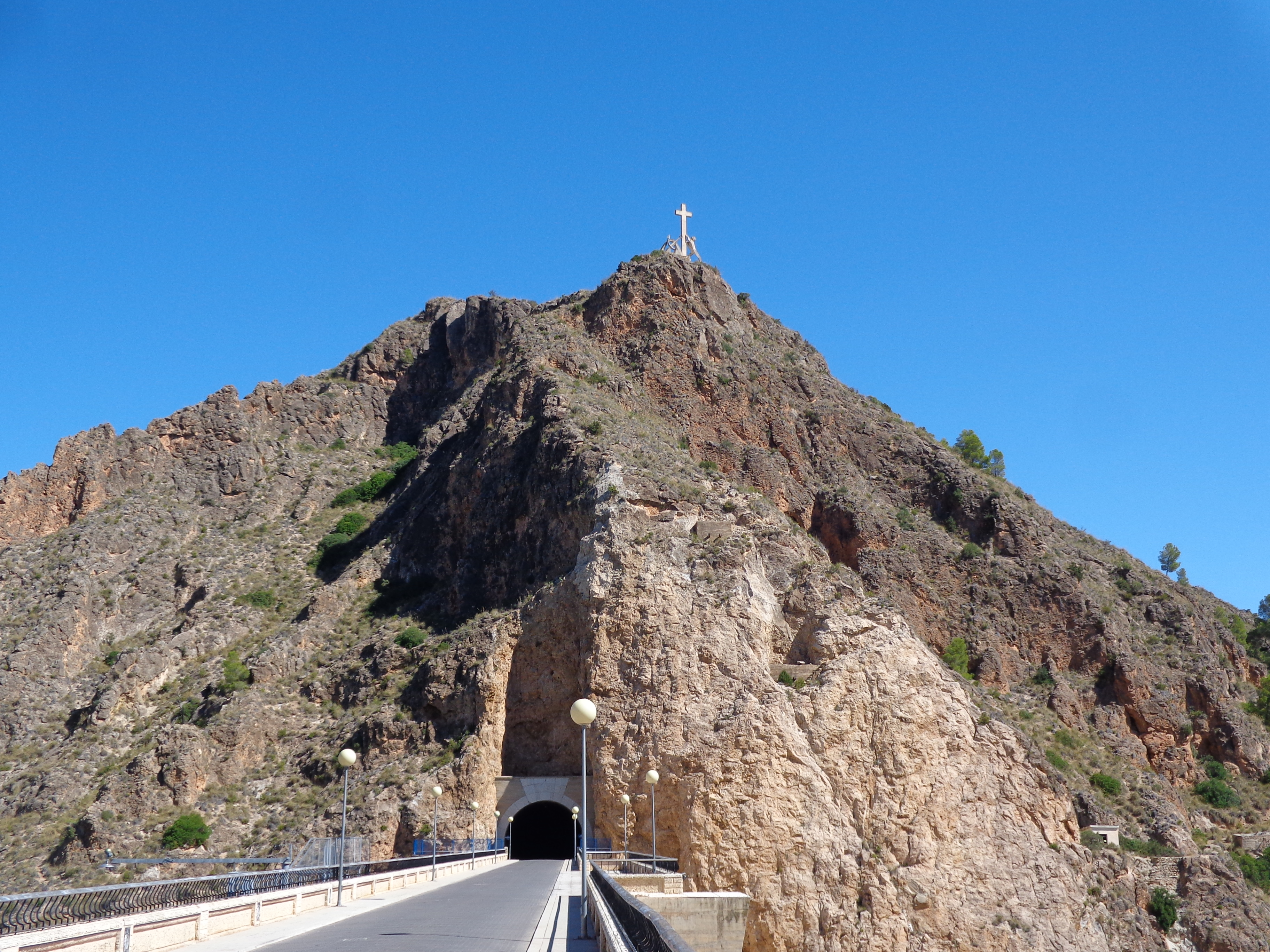
Cruz en honor de los trabajadores fallecidos

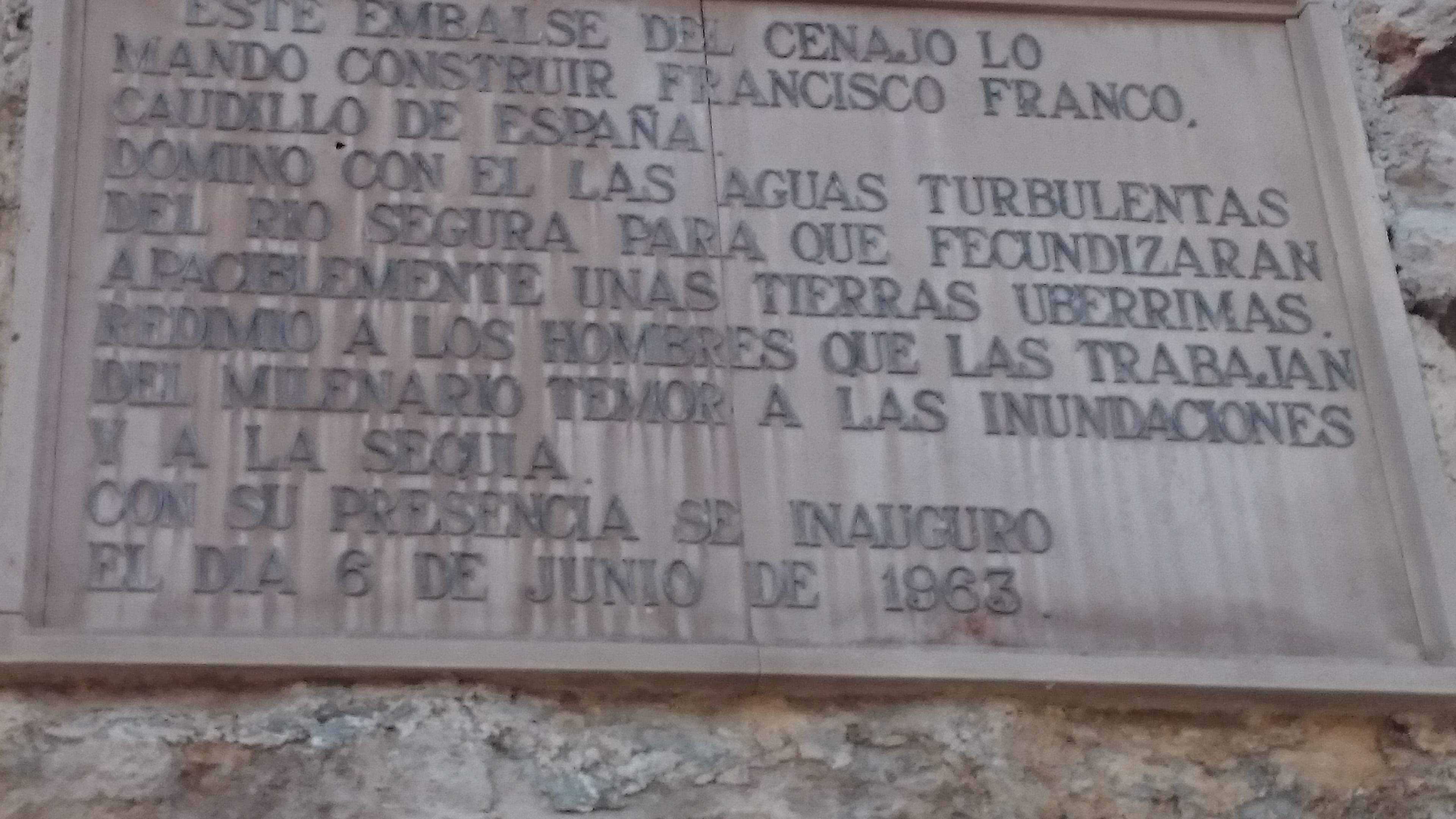
Placa conmemorativa de la inauguración. Estuvo instalada desde 1963 hasta 2016, cuando fue retirada por la CHS en cumplimiento de la Ley de Memoria Histórica.

Debido a las pésimas condiciones en las que vivían, en 1947 se empezó a construir un poblado obrero, con lavadero, ermita, cuartel y tiendas, así como una casa para la administración de la obra. En 1952 se puso en funcionamiento el Destacamento Penal del Cenajo, con el objetivo de ejecutar la obra de la presa; esta fue adjudicada a la empresa Construcciones Civiles (más tarde se convertiría en OBRASCON y formaría parte del grupo OHL), que fue también la encargada de la construcción del Valle de los Caídos. 
Se desconoce el número de presos que trabajaron en la presa a lo largo de toda la obra pero, por ejemplo, en 1953 había 123, lo que representaba el 17% de todos los presos que redimían penas ese año. El total de obreros que participaron fue de 7700, según la Confederación Hidrográfica del Segura. De todas las muertes que se produjeron durante la obra, en 1954 ABC anunciaba el fallecimiento de tres trabajadores, que cayeron desde 76 metros de altura, y en cuyo honor se erigió una cruz.
El ingeniero de Caminos Rafael Couchoud Sebastiá, subdirector general de Obras Hidráulicas, se hizo cargo de la dirección de las obras, desde la supervisión de los pequeños detalles hasta del protocolo de la inauguración. Para él, el agua era de todos y de nadie en concreto, y debía de aprovecharse donde mejor utilidad tuviera, dentro del clima de unidad nacional del proyecto.
Las obras se prolongaron hasta 1957 y fue inaugurado por Francisco Franco el 6 de junio de 1963. De cara a la inauguración, se derivaron 100 hectómetros cúbicos desde el embalse de Fuensanta, aguas arriba, para que se mostrase lleno.
La inauguración del Cenajo, en la noche del 5 de junio de 1963, fue posiblemente la única vez que un embalse español ha sido protagonista de un espectáculo de luz y sonido. Rafel Couchoud, llamado «el padre del Cenajo», por haber dirigido el proyecto (1942) y las obras (1948-1960), concibió la idea de una especie de auto sacramental sobre el agua, su dominio y el aprovechamiento agrícola. La ingeniería aparecía como la fuerza domesticadora de la naturaleza al servicio del hombre. Se trataba de una técnica humanizada.
En 2016, en aplicación de la Ley de Memoria Histórica, se retiró la placa de inauguración del pantano en la que se hacía referencia a la visita de Franco.